# Фагель, Генрих
Хендрик Фагель (нидерл. Hendrik Fagel; 21 марта 1765, Амстердам — 22 марта 1838, Гаага) — нидерландский государственный деятель.
В 1794 г. в качестве статс-секретаря заключил союз Голландии с Пруссией и Англией. После его провала последовал за штатгальтером Вильгельмом V в изгнание в Англию. В 1809 г. вместе с принцем Оранским (будущим королём Виллемом I) вступил добровольцем в войско эрцгерцога Карла; в 1813 г. вернулся с Виллемом I в Голландию и подписал в Лондоне мирный договор между Великобританией и Нидерландами. С 1829 г. министр без портфеля.